# Spilosoma depuncta
Spilosoma depuncta är en fjärilsart som beskrevs av G. Schultz 1905. Spilosoma depuncta ingår i släktet Spilosoma och familjen björnspinnare. Inga underarter finns listade i Catalogue of Life.